# Kata Amabilis Jurić
Kata s. Amabilis Jurić (Drijenča, 17. svibnja 1959.), redovnica Družbe školskih sestara franjevaka Krista Kralja, viša asistentica na KBF-u pri katedri Religiozne pedagogije i katehetike, autorica brojnih stručnih članaka i knjige Duhovnost vjeroučitelja u Hrvatskoj

## Životopis
Rođena je 1959. u Drijenči. Osnovnu školu završila je u Šibošnici, opću gimnaziju u Bugojnu. Diplomirala je 1986. godine na Katehetskom institutu Katoličkoga bogoslovnog fakulteta na studiju religiozne pedagogije i katehetike, nakon čega je bila odgojiteljica u dječjem vrtiću u Berlinu i vjeroučiteljica u Zagrebu.  Godine 1999. upisala je poslijediplomski studij na Fakultetu odgojnih znanosti, smjer Pastoral mladih i Katehetika, na Papinskom sveučilištu Salezijani u Rimu. Magistrirala je odgojne znanosti 11. listopada 2001. god. ocjenom Summa cum laude. 8. srpnja 2013. doktorirala je na Katoličkom bogoslovnom fakultetu Sveučilišta u Zagrebu godine u specijalizaciji pastoralne teologije disertacijom Duhovnost vjeroučitelja vjernika laika u suvremenim hrvatskim crkveno-društvenim uvjetima, izrađenu pod vodstvom mentora Alojzija Hoblaja. U ispitnoj komisiji bili su mentor Alojzije Hoblaj, predsjednik Tomislav Ivančić, Goran Milas, Josip Baloban i Ivica Pažin. Radila je u Nacionalnom katehetskom uredu Hrvatske biskupske konferencije  u Zagrebu kao viša stručno-pedagoške nadzornica/savjetnica za vjerski odgoj od siječnja 2002. do rujna 2008. godine na promociji vjeroučitelja u zvanja mentora i savjetnika te imenovanja vjeroučitelja u voditelje županijskih stručnih vijeća. Od 2005. do 27. listopada 2009. godine izabrana je za članicu Upravnog vijeća Nacionalnog centra za vanjsko vrednovanje obrazovanja (državna matura). Organizirala je i vodila stručne seminare za stručno usavršavanje vjeroučitelja mentora, savjetnika i voditelja županijskih stručnih vijeća, sudionica organiziranja svih katehetskih škola za vjeroučitelje na nacionalnoj razini te pomagala u izvedbenoj koncepciji i uređenju Katehetskog glasnika. Na KBF-u u Zagrebu je viša asistentica pri katedri Religiozne pedagogije i katehetike. Članica je Družbe školskih sestara franjevaka Krista Kralja Prečistog srca Marijina sa sjedištem u Sarajevu.

## Djela
- Duhovnost vjeroučitelja laika u Hrvatskoj, Zagreb, 2015.[7]
- Objavila je članke u Katehetskom glasniku, Djetetu i društvu, Obnovljenom životu te u zavičajnom Drijenča: Zavičaj u riječi i slici o pučkoj pobožnosti.

## Vanjske poveznice
- Hrvatska znanstvena bibliografija
- Facebook - gradovrh.com Sestra dr. Amabilis Jurić, iz Drijenče, u emisiji Vjera i nada, 19. travnja 2014. Objava 28. travnja 2014.
- Obitelj Malih Marija  Arhivirana inačica izvorne stranice od 20. veljače 2021. (Wayback Machine) s. Amabilis Jurić
- [neaktivna poveznica] S. Amabilis Jurić obranila doktorat iz teologije sa specijalizacijom u pastoralnoj teologiji
- Ko je ko u BiH  Arhivirana inačica izvorne stranice od 22. studenoga 2017. (Wayback Machine) Uvrštena 22. studenoga